# Horné Strháre
Horné Strháre (allemand : Oberstracherau,  hongrois : Felsőesztergály) est un village de Slovaquie situé dans la région de Banská Bystrica.

## Histoire
La première mention écrite du village date de 1243.

## Démographie

### Évolution de la population
| Année:               | 1994. | 2004.    | 2014.   | 2024.   |
| -------------------- | ----- | -------- | ------- | ------- |
| Nombre de personnes: | 193   | 234      | 244     | 253     |
| Différence:          |       | +21,24 % | +4,27 % | +3,68 % |

| Année:               | 2023. | 2024.   |
| -------------------- | ----- | ------- |
| Nombre de personnes: | 251   | 253     |
| Différence:          |       | +0,79 % |